# Hylodidae
Hylodidae är en familj av groddjur som ingår i ordningen stjärtlösa groddjur (Anura). Enligt Catalogue of Life omfattar familjen Hylodidae 41 arter. 
Familjens medlemmar förekommer från nordvästra Brasilien till sydöstra Brasilien och till norra Argentina.
De flesta arterna blir inte större än 35 mm. Endast i släktet Megaelosia kan vissa individer nå en kroppslängd upp till 120 mm. Familjens medlemmar är aktiva på dagen och jagar olika smådjur. Vuxna djur av släktet Crossodactylus vistas ofta i vattnet. Hos arter av de två andra släkten lever de vuxna djuren i växtligheten eller på klippiga ställen intill vattendrag. Parningen i den för stjärtlösa groddjur typiska amplexus och grodynglens utveckling sker i vattnet.
Med undantag av några få arter förekommer alla familjemedlemmar i skogsområden nära Atlanten. 2012 listades 39 av de kända arterna i IUCN:s rödlista och 28 av dessa med kunskapsbrist (DD).
Släkten enligt Catalogue of Life:
- Crossodactylus, 14 arter.
- Hylodes, 25 arter.
- Megaelosia, 7 arter.